# Carl Lang
Carl Lang (ur. 20 września 1957 w Vernon) – francuski polityk, wieloletni działacz Frontu Narodowego, od 1994 do 2009 deputowany do Parlamentu Europejskiego.

## Życiorys
Kształcił się w zawodzie fizykoterapeuty-masażysty. W 1978 przystąpił do Frontu Narodowego. W tym samym roku został sekretarzem federalnym tej partii w Eure. W 1982 wszedł do komitetu centralnego FN, a w 1985 do biura politycznego tego ugrupowania. W latach 1988–1995 i 1999–2005 był sekretarzem generalnym, pełnił też funkcję wiceprzewodniczącego partii.
Od 1986 do 1992 był radnym regionalnym w Górnej Normandii. Przez kilkanaście lat (od 1992) zasiadał w radzie departamentu Nord, przez rok (1995–1996) był jednocześnie radnym miejskim w Lille.
W 1994 po raz pierwszy został wybrany do Parlamentu Europejskiego. Skutecznie ubiegał się o reelekcję w 1999 i 2004. Był posłem niezrzeszonym, od stycznia do listopada 2007 działał w istniejącej wówczas nowo powstałej grupie politycznej w Europarlamencie pod nazwą Tożsamość, Tradycja i Suwerenność. Pracował głównie w Komisji Zatrudnienia i Spraw Socjalnych.
W 2008 wszedł w konflikt z władzami FN. W 2009 wraz z grupą liderów Frontu Narodowego (wśród których znaleźli się europosłowie Fernand Le Rachinel i Jean-Claude Martinez) odszedł z partii, zakładając Parti de la France. Bez powodzenia w tym samym roku ubiegał się o reelekcję w wyborach europejskich.